# Barbara J. Stephenson
Barbara J. Stephenson   (1958) és la ministra canceller dels Estats Units en el Regne Unit des de l'any 2008. Va ser ambaixadora dels Estats Units en la República de Panamà. Va ser confirmada pel Senat dels Estats Units i va ser nomenada pel president Barack Obama en l'estiu de 2010. Stephenson, que té càrrec de Ministra Canceller en el Servei de Relacions Exteriors del seu país, es va unir al Departament d'Estat en 1985. Va rebre la seva llicenciatura, mestratge i doctorat de literatura en anglès a la Universitat Florida. Ella i el seu marit, Matthew Furbush, tenen dos fills.